# Dziadówka (potok)
Dziadówka – potok, o długości 3,5 km, prawy dopływ górnego odcinka Łososiny. Cała jego zlewnia znajduje się w Półrzeczkach, w gminie Dobra, w powiecie limanowskim, pod względem geograficznym w Beskidzie Wyspowym.
Ów potok bierze swe źródła na zachodnich zboczach poniżej przełęczy Przysłopek (oddzielającej Mogielice od Małego Krzystonowa) na wysokości ok. 860 m n.p.m., w miejscowości Półrzeczki. Spływa w kierunku północno-zachodnim, pomiędzy stokami Mogielicy a wzniesieniem Miśki (wzdłuż drogi leśnej Półrzeczki-Szczawa). Górny odcinek płynie przez las, następnie przez pola i zabudowania osiedla Mrózki. W miejscu tym, na wys. ok. 615 m n.p.m., przejmuje wody potoku Czerwona (źródła pod polaną Stumorgi, ok. 1035 m n.p.m.). Potok Dziadówka uchodzi do Łososiny, w rejonie osiedla Potaśnia, na wysokości ok. 575 m n.p.m. Deniwelacja wynosi 285 m.